# Anno Mundi

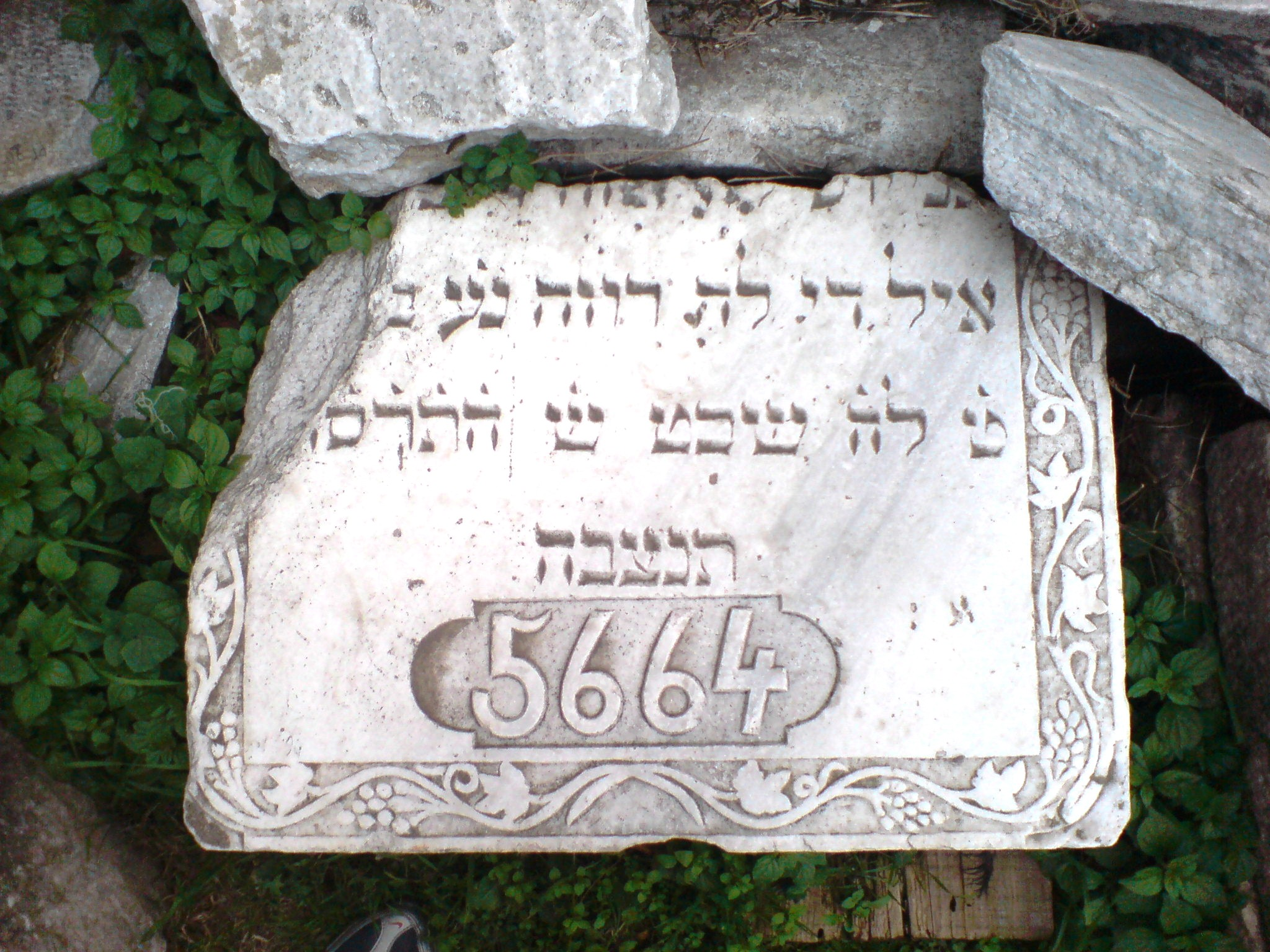
Una lápida judía mostrando una fecha según el Anno Mundi.

Anno Mundi (‘en el año del mundo’) hace referencia a un calendario basado en el conteo de los años a partir de la creación del mundo según la tradición judía.
Tal es el caso del calendario hebreo que considera que la creación ocurrió en 3761 a. C.
y este criterio se basa en el Seder Olam Rabbah del rabino Yose Ben Halafta en el siglo II.
El año 2025 del calendario gregoriano es el 2025+3760=5785 del Anno Mundi y del calendario hebreo.
El AM fue empleado por los primitivos cronólogos cristianos.
Beda, un historiador medieval fechó la creación el 18 de marzo de 3952 a. C. y los Anales de los cuatro maestros irlandeses la fecharon 5184 a. C.
El Εtos Kosmou (‘edad del cosmos’) es el concepto correspondiente en el calendario bizantino, el cual fecha la creación el 1 de septiembre de 5509 a. C.
James Ussher, un arzobispo anglicano del condado de Armagh (hoy en Irlanda del Norte) en 1650 en su obra "Anales del Antiguo Testamento" fijó el 23 de octubre del 4004 a. C.
Para llegar a ese punto de partida basó su cómputo en el recuento de las generaciones asentadas en el Antiguo Testamento, desde Jesucristo hasta Adán (4000 años), estableció una correlación con los registros de la historia romana y de las civilizaciones del Oriente Medio, e hizo una corrección basada en una sugerencia del astrónomo Johannes Kepler, quien asoció el oscurecimiento del cielo durante la crucifixión de Jesús atribuida con un eclipse solar,
con la que se retrasa en cuatro años la fecha de la creación.
Por lo tanto, dicha fecha 4000+4=4004 a. C. fue aceptada inicialmente solo por la cristiandad y posteriormente en otras tendencias religiosas.
Esta cronología apoyada por el mencionado arzobispo, dio origen al que se llamó a partir de entonces Calendario de Ussher-Lightfoot.
A este se relaciona el Anno Lucis de la masonería, que agrega 4000 años a las fechas  d. C.; y el número de la fecha juliana, contando los días que han pasado desde el mediodía del tiempo del meridiano de Greenwich (UTC, antes GMT) en el lunes 1 de enero de 4713 a. C.
La fecha inferida del Martirologio romano es 25 de marzo de 5199 a. C., el cual es muy cercano a la fecha de los anales irlandeses antes mencionados.